# Шермергор, Тимофей Дмитриевич
Тимофей Дмитриевич Шермергор (1929—1998) — доктор физико-математических наук, профессор, первый заведующий кафедрой общей физики МИЭТ.

## Биография
Защитил докторскую диссертацию по теме «Вопросы теории механической релаксации в твёрдых телах». Доктор физико-математических наук.

Сперва работал на кафедре физики физико-технического факультета в Воронежском государственном техническом университете, возглавлял её.

Затем работал на кафедре ОФ (Общей физики) МИЭТ — возглавлял с её основания в 1966 году, в течение 10 лет.

Т. Д. Шермергор занимался определением вида ядер, дающих асимметричный релаксационный спектр, характерный для реальных полимеров. 

Тимофей Дмитриевич был инициатором перехода в МИЭТ В.Д. Вернера (ректора МИЭТа с 1988 по 1998 год):
Я ... на кафедре физики занимался научной деятельностью. На конференции познакомился с Тимофеем Дмитриевичем Шермергором. Мы с ним поддерживали дружеские отношения, и когда я уже работал в Электростали, в филиале института стали, он сказал, что есть хорошее такое место – МИЭТ. «Ты сюда не хочешь?» Я сказал: «Хочу!». Приехал сюда,...
Цикл дисциплин по физике формировался под идейным руководством профессора К.А. Валиева при участии профессоров Т.Д. Шермергора и В.Д. Вернера. Первым зав. кафедрой общей физики был профессор Т.Д. Шермергор (май 1966-1975 гг.), затем профессор В.Д. Вернер.

## Научная деятельность
- Тимофей Дмитриевич — автор 426 научных трудов. Основатель научной школы в МИЭТ.
- Тимофей Дмитриевич подготовил:
  - 39 кандидатов и
  - 4 докторов наук.

### Личная жизнь
Проживал в Воронеже; затем — в Москве.

#### Семья
- Сыновья:
  - Шермергор, Евгений Тимофеевич (род. 1960), кинооператор;
  - Шермергор, Юрий Тимофеевич (род. 1955[9]),
    - Внучка — Ольга (род. 1980), выпускница МИЭТ.
    - Внук — Никита (род. 1984), выпускник МИЭТ.

### Избранные труды
Источник — Электронные каталоги РНБ
- Бабушкин Г. А., Неволин В. К., Шермергор Т. Д. Электродинамика сплошных сред : (Учеб. пособие по курсу «Теорет. физика»). — М.: МИЭТ, 1980. — 81 с. — 350 экз.
- Балагуров А. Я., Скобелкин В. И., Шермергор Т. Д. Методические указания по решению задач по статистической физике. — М.: Б. и., 1977. — 93 с. — 300 экз.
- Балагуров А. Я., Шермергор Т. Д. Физические принципы оптоэлектроники : Учеб. пособие по курсу «Физ. основы интегр. оптоэлектрон. схем». — М.: МИЭТ, 1987. — 91 с.
- Патлажан С. А., Шермергор Т. Д. Упругие деформации в кристаллах кубической симметрии с периодической системой сферических включений. — Черноголовка: ОИХФ, 1985. — 10 с. — 100 экз.
- Шермергор Т. Д. Теория упругости микронеоднородных сред. — М.: Наука, 1977. — 399 с. — 4000 экз.[10].
- Шермергор Т. Д., Бабушкин Г. А., Корнеева Б. М., Корнеев В. И. Математические методы в теоретической физике : Учеб. пособие по курсу «Теорет. физика» : [В 4 ч.]. — М.: МИЭТ.
  - Ч. 1. — М.: МИЭТ, 1980. — 94 с. — 800 экз.
  - Шермергор Т. Д., Корнеева Б. М., Корнеев В. И. Ч. 2: Ряды Фурье. — М.: МИЭТ, 1983. — 123 с. — 400 экз.
  - Шермергор Т. Д., Корнеева Б. М., Корнеев В. И. Математические методы в теоретической физике. Квантовая механика : Учеб. пособие по курсу «Теорет. физика». — М.: МИЭТ, 1983. — 139 с. — 500 экз.
  - Шермергор Т. Д., Корнеева Б. М., Корнеев В. И. Математические методы в теоретической физике. Интегральные преобразования. Функция Грина : Учеб. пособие по курсу «Теорет. физика». — М.: МИЭТ, 1986. — 106 с. — 300 экз.
- Шермергор Т. Д., Корнеева Б. М. Механика сплошных сред : (Учеб. пособие по курсу «Теорет. физика»). — М.: МИЭТ, 1980. — 84 с. — 1000 экз.
  - . — М.: МИЭТ, 1987. — 99 с. — 300 экз.
- Шермергор Т. Д., Скобелкин В. И., Неволин В. К. Основные принципы статистической физики : Учеб. пособие по теорет. физике : Ч. 1. — М.: МИЭТ, 1979. — 102 с.
- Шермергор Т. Д., Стрельцова Н. Н. Плёночные пьезоэлектрики. — М.: Радио и связь, 1986. — 137 с. — 6300 экз.[11]
- «Способ измерения коэффициента затухания в оптических волноводах»; Авторы патента: Шермергор Тимофей Дмитриевич; Туманова Лидия Аркадьевна; Пискарёва Татьяна Юрьевна; Маслобоев Юрий Петрович; Балагуров Алексей Яковлевич; © FindPatent.ru - патентный поиск, 2012-2015